# Jan Raczkowski (kolarz)
Jan Raczkowski (ur. 26 kwietnia 1953 w Chodlu) – polski kolarz szosowy, medalista mistrzostw Polski.
Był zawodnikiem Startu Lublin (1970–1973 i 1975–1983), Legii Warszawa (1973–1975) i francuskiej drużyny Montélimar (1984–1986). Jego największym sukcesem w karierze było wicemistrzostwo Polski w jeździe indywidualnej na czas (1979) oraz w szosowym wyścigu drużynowym ze startu wspólnego (1974 z Legią II Warszawa). W 1978 i 1983 wygrał wyścig „Kuriera Lubelskiego”. W 1975 wygrał jeden z etapów Tour de Pologne i przez trzy etapy był liderem wyścigu, który ostatecznie zakończył na czwartym miejscu. W 1977 reprezentował Polskę na Wyścigu Pokoju, zajmując 19 m. w klasyfikacji końcowej.
Ojciec czwórki dzieci. Mieszka w Lublinie.